# Авоскани, Пьетро
 Пьетро Авоскани  (итал.  Pietro Avoskani; 1816, Ливорно, Тоскана — 1 марта 1891 или 2 марта 1890, Александрия) — итальянский архитектор и дизайнер XIX века, работавший для правителя Египта Исмаил-паши.

## Биография
Пьетро Авоскани родился в семье дворянина Франческо Авоскани, который разорился из-за рискованных торговых предприятий с Индией.
28 марта 1837 года Авоскани эмигрирует в Египет по одной из версий, из-за обвинения в заговоре за то, что он присоединился к движению Мадзини (Giovine Italia). Авоскани прибыл в Египет, уже получив образование ювелира, художника по фрескам и декоратора, и его работа над дворцом Рас-эль-Тин вскоре снискала ему уважение Мохаммеда Али. В 1839 году он уезжает с дипломатической миссией в области искусства в Афины, Константинополь, Одессу, Москву, Санкт-Петербург и Вену. Вернувшись в Александрию, Авоскани осознаёт свое настоящее призвание архитектора. Его опыт архитектора и художника был переплетен с его многочисленными путешествиями, с его предпринимательской и патриотической деятельностью.

## Творчество
Авоскани прибывает в Египет, в Александрию, где занимается проектированием и возведением различных зданий. По прибытии в Египет он стремится найти баланс между личным прошлым опытом, местными традициями и требованиями своих клиентов. Перед визитом Исмаила на Всемирную выставку в Париже Авоскани подготовил проект нового квартала, который соединил Каир и Булак. Самым известным зданием, построенным Авоскани, считается Королевский оперный театр, который был воздвигнут за шесть месяцев и открыт в ноябре 1869 года, и который сгорел в октябре 1971 года. Это оригинальное здание было построено по заказу хедива Исмаила в честь открытия Суэцкого канала. К этому событию композитору Верди была заказана опера «Аида». Для Авоскани театр был настоящей страстью. Вернувшись из своей первой дипломатической миссии в 1841 году, он спродюсировал «Джемма ди Верджи» Дониццетти, «Эрнани» Верди и «Севильский цирюльник» Россини во дворце Габбари в Александрии. Хедив Исмаил утверждал, что «Египет — это больше не Африка, а часть Европы», и каирская опера, построенная в европейском стиле, стала одним из первых образцов европейской архитектуры на континенте.
В 1840-1841 годах Авоскани спроектировал ещё один театр, в котором должны были разместиться также Фондовая биржа, клуб и читальный зал. Оперный театр был  самым важным из новых общественных зданий, финансируемых Исмаилом для преобразования парка Эзбекия в выставочную площадку для нового Каира, стоит изолированно, возвышаясь над небольшой площадью, и его длинная сторона обращена в парк. При проектировании  главного фасада Авоскани, экспериментировал с монументальной версией театра Зизинии в Александрии: трехчастной композицией с центральным портиком, поддерживаемым ионическими колоннами, и лоджией с арочными дверными проёмами, обрамленными терракотовыми украшениями, декоративными пилястрами. Сочетание объёмов, центральной лоджии и горизонтальных карнизов и  большой фасад театра оперы, выходящий на парк Эзбекия, визуально уравновешивал фасады новых отелей по обе стороны. Здание Авоскани очень напоминало Театр Ла Скала в Милане. Этот театр так и не был построен. Позже конкурс на его дизайн, в итоге выиграл флорентийский архитектор Мариано Фальчини.
Пьетро Авоскани принимал участие в проектировании и строительстве:
- 1846—1848 годы — дворец Габбара;
- 1847 год — дворец Рас эль Тин (Ras El-Tin Palace) — королевская резиденция династии Мухаммеда Али Египта и Судана, построенный на побережье Средиземного моря в Александрии.
- 1849 год — дворцы Аббасия и Хильмия;
- 1860 год — дворец — резиденция Хайри-паши, построенная в 1860-х годах, по заказу министра просвещения хедивата Египта;
- 1868 год — дворец Гезира, спроектированный Карлом фон Дибичем, который был заказан Хедивом Исмаилом для приема иностранных высокопоставленных гостей во время открытия Суэцкого канала в 1869 году.
- 1871 год — международный рынок Миния аль-Бассаль / Биржа Минет-эль-Бассаль;
- 1863 год — театр Зизиниа / Théâtre Zizinia.

В 1891 году, перед самой смертью, Авоскани создал свою знаменитую Александрийскую набережную Эль-Корниш — это многокилометровая набережная в Александрии, официальное название которой «Улица 26 июля». Набережная начинается возле дворца Монтаза и заканчивается у крепости Кайт-бей, построенной на месте знаменитого Александрийского Маяка. Она является таким же символом города, как и другие его известные исторические постройки.